# Período lítico na Mesoamérica
Na História da Mesoamérica, o período conhecido como lítico (ou, alternativamente, paleoamerindios) é a era no esquema da cronologia mesoamericana que se inicia com as primeiras indicações de habitação humana dentro da região mesoamericana, e continua até o início do desenvolvimento da agricultura e de outros traços proto-civilizatórios. O término deste período pode ser atribuída a aproximadamente 9.000 AP (há diferenças de opinião entre fontes que reconhecem a classificação), e a transição para o Período arcaico que se sucede não é bem definida.  
Seu ponto de partida é uma questão para alguma disputa, assim como a questão mais geral de quando a habitação humana nas Américas foi alcançada pela primeira vez. É aceito por um número significativo de pesquisadores que o povoamento das Américas havia ocorrido há cerca de 11.200 anos.

## História

### Migração
A opinião científica sobre a antiguidade humana na Mesoamérica tem refletido tendências maiores na conceituação da antiguidade humana no hemisfério ocidental em geral. Dentro desse tema fundamental, o estabelecimento de locais que demonstram a antiguidade humana na Mesoamérica tem se centrado na associação de restos mortais e artefatos com estratos geológicos (contexto) e na confiabilidade da datação dos restos e estratos (metodologias).
No início do século XX, acreditava-se que os humanos eram imigrantes pós-glaciais muito recentes no hemisfério ocidental. Embora se acreditasse que existisse entre 20.000 e 60.000 anos de tempo pós-glacial em que tal imigração poderia ter ocorrido sobre a ponte terrestre de Bering, a antiguidade da presença humana no hemisfério ocidental foi popularmente fixada em cerca de 5.000 AP ("antes do presente", ou 3000 a.C.).
William Henry Holmes e Ales Hrdlicka lideraram esta escola de pensamento. As descobertas do Sítio Folsom e da Cultura Clóvis entre 1920 e 1930 revisaram o prazo mínimo para a ocupação inicial do Novo Mundo. Os líticos de Folsom datam de 10.000 - 11.000 AP, e os líticos  Clovis datam de 12.000 - 12.500 AP, permitindo uma data de imigração original de cerca de 14.000 AP. 

### Período lítico
Evidências de ocupação humana na Mesoamérica consistentes com a data de ocupação original de 14.000 AP foram apresentadas, debatidas e aceitas. Pontas de projeteis foram encontradas ao norte da Mesoamérica nos estados de Sonora e Durango, bem como no centro do México, com a prova de uma caçada aos mamutes sendo descoberta em Santa Isabel Iztapan. Artefatos ósseos da idade do Pleistoceno foram encontrados em Los Reyes La Paz. A presença humana durante este período foi ainda mais documentada por achados cranianos em Peña, Xico, Tepexpan, Santa Maria Astahuacan e San Vicente Chicoloapan. Uma variedade de métodos foram utilizados para determinar a antiguidade dos restos cranianos, incluindo análise óssea química (testes de nitrogênio e flúor), análise geológica (estratigráfico, carbono-14 e testes de composição de cinzas vulcânicas), associação contextual com restos faunais e associação contextual com artefatos líticos datados pela hidratação obsidiana. 
O máximo de 14.000 AP data de imigração, no entanto, foi contestado. Foram feitas reivindicações para a presença humana no período de 20.000-30.000 BP no Meadowcroft Rock Shelter da Pensilvânia e no Deserto de Yuha, na Califórnia, bem como em locais na América do Sul, América Central e Mesoamérica. 
Um artefato ósseo de Tequixquiac pode vir de um horizonte de ponta pre-projétil. Evidências de Tlapacoya sugerem ocupação humana datando de 23.000 AP.  Valsequillo tem cinco locais que parecem datar de pelo menos 20.000 BP. Com base em evidências crescentes de uma antiguidade anterior para a presença humana no hemisfério ocidental, em 1976 Irving Rouse e Richard MacNeish publicaram independentemente propostas revisando os estágios do lítio do hemisfério ocidental, permitindo a ocupação humana tão cedo quanto 30.000 BP e deixando em aberto a possibilidade de uma inicial ainda mais cedo chegada. 